# Kvassheim fyr
Kvassheim fyr blev bygget i 1912 syd for Vigrestad på Jæren i Hå kommune i Rogaland fylke i Norge. Det var det sidste led i udbygningen af fyrene på Jæren, og indgår i en sammenhæng med både Obrestad fyr og Feistein fyr, som begge blev bygget for at lede trafikken trygt forbi jærkysten, hvor der trods de to andre fyr på Jæren stadig forekom forlis. I 1906 ble der bygget et knald-tågesignal lige syd for hvor Kvassheimfyret står i dag, men det blev nedlagt da fyret blev bygget i 1912. Fyret blev udstyret med tågehorn som igen blev erstattet med et kompressorhorn i 1956. I 1990 blev fyret automatiseret og affolket. I 2002 blev fyret overdraget til Jæren Friluftsråd, og arbejdet med at restaurere og ombygge det gamle fyr er i fuldgang. Målet er at åbne lokalerne for offentligheden og præsentere kysthistorie blandet med rå natur og jærsk gæstfrihed.

## Eksterne kilder og henvisninger
- Om Kvassheim fyr på Store Norske Leksikon
- Kvassheim fyr på Norsk Fyrhistorisk Forenings websted